# Natalla Kaczanawa
Natalla Iwanauna Kaczanawa (biał. Наталля Іванаўна Качанава; ros. Наталья Ивановна Кочанова, Natalia Iwanowna Koczanowa) (ur. 25 września 1960 w Połocku) – białoruska polityk, wicepremier Białorusi, szefowa Administracji Prezydenta Republiki Białorusi i przewodnicząca Rady Republiki Zgromadzenia Narodowego Republiki Białorusi.

## Życiorys
W 1982 ukończyła Politechnikę Nowopołocką i rozpoczęła pracę na stanowisku inżyniera w połockim przedsiębiorstwie Wodokanał. W 1995 została inżynierem w przedsiębiorstwie Gospodarka Komunalna Miasta Połocka. W 2002 objęła stanowisko kierownika Wydziału Gospodarki Komunalnej Połocka oraz p.o. wiceprezesa ds. budownictwa i usług komunalnych Komitetu Wykonawczego Miasta Połocka. W 2006 ukończyła Akademię Zarządzania przy Prezydencie Republiki Białorusi. W latach 2007–2014 była przewodniczącą Komitetu Wykonawczego Miasta Nowopołocka.
W 2014 została wicepremierem w rządzie Andrieja Kobiakowa, będąc pierwszą kobietą, która w niepodległej Białorusi zasiadła na fotelu wicepremiera. 21 grudnia 2016 prezydent Białorusi Alaksandr Łukaszenka mianował ją szefową Administracji Prezydenta Republiki Białorusi.
W 2019 została członkiem Rady Republiki Zgromadzenia Narodowego Republiki Białorusi VI kadencji z nominacji prezydenckiej. 6 grudnia 2019 została wybrana przewodniczącą tego zgromadzenia.

## Sankcje z UE i innych krajów
17 grudnia 2020 została wpisana na „Czarną listę UE”. Jako przyczynę nałożenia sankcji wskazano, że Kaczanawa jako przewodnicząca Rady Republiki odpowiada za popieranie decyzji prezydenta w obszarze polityki wewnętrznej oraz zorganizowanie nieuczciwych wyborów prezydenckich w 2020. Ona również publicznie broniła brutalnego traktowania pokojowych demonstrantów przez aparat bezpieczeństwa. Z tego powodu Kaczanawa została wpisana na listach sankcyjnych Wielkiej Brytanii, Szwajcarii. 26 stycznia 2021 Albania, Islandia, Liechtenstein, Norwegia, Macedonia Północna, Czarnogóra przystąpiły do sankcji UE.
21 czerwca 2021 r. została również wpisana na listę Specially Designated Nationals and Blocked Persons Stanów Zjednoczonych. W 2022 roku znalazła się również na czarnej liście Japonii, Ukrainy i Kanady.